# 6789 Milkey
6789 Milkey là một tiểu hành tinh vành đai chính với chu kỳ quỹ đạo là 1305.8150228 ngày (3.58 năm).
Nó được phát hiện ngày 4 tháng 9 năm 1991, bởi Eleanor F. Helin và received the tên chỉ định (6789) 1991 RM6 (previous apparitions were 1982 BC13 và 1989 AT9). It was named ngày 13 tháng 6 năm 2006, after Robert Milkey, American executive officer thuộc American Astronomical Society, 1995–2006.